# Perálec

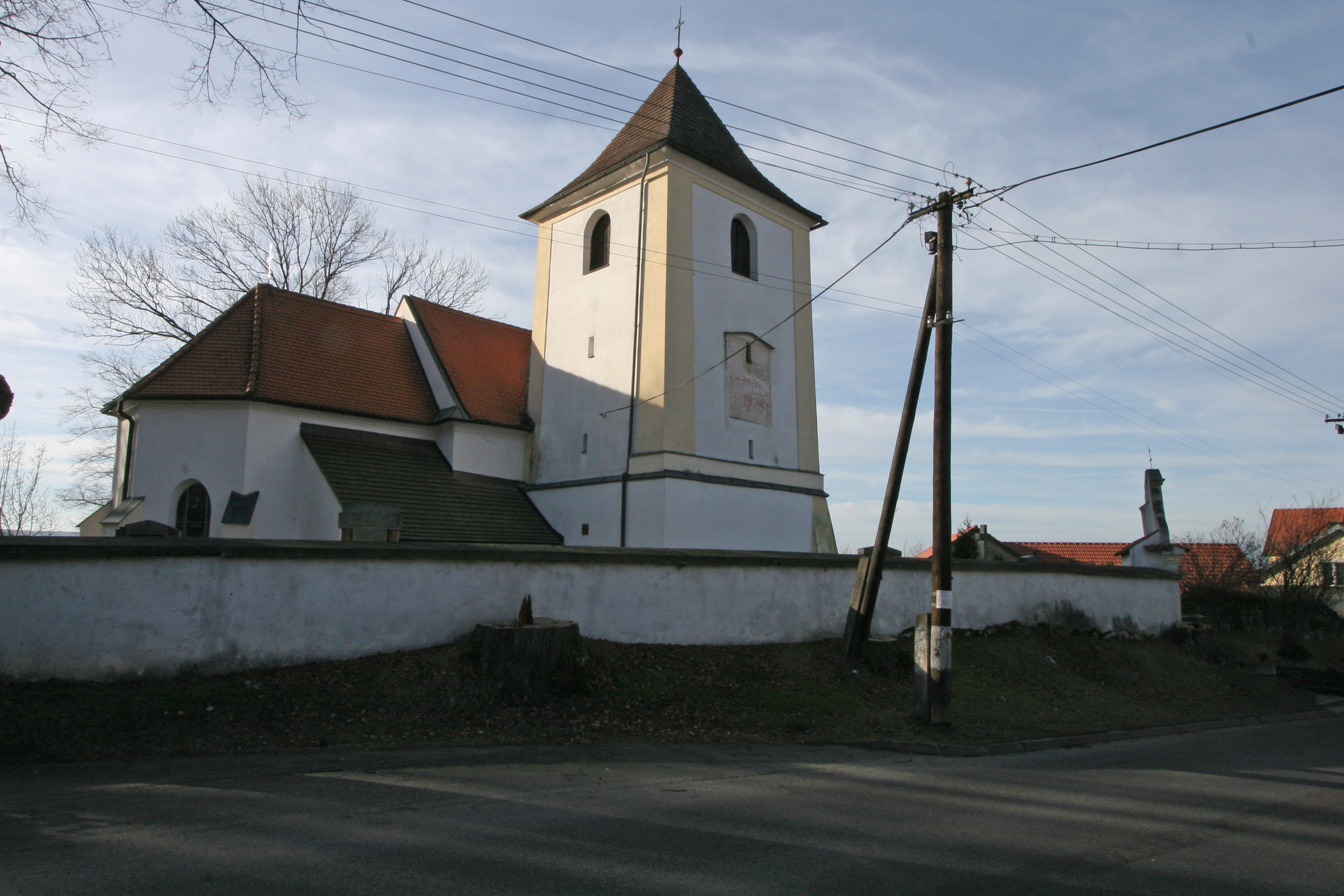
Kirche Johannes des Täufers

Perálec (deutsch Peraletz) ist eine Gemeinde in Tschechien. Sie liegt vier Kilometer nordwestlich von Proseč und gehört zum Okres Chrudim.

## Geographie
Perálec befindet sich rechtsseitig über dem Tal des Baches Martinický potok in der Novohradská stupňovina (Neuschlosser Stufenland). Durch das Dorf führt die Straße II/358 zwischen Skuteč und Litomyšl. Nördlich erhebt sich der Macháčkův kopec (509 m n.m.).
Nachbarorte sind Hluboká, Březiny, Střítež und Dolany im Norden, Haberka, Mokrá Lhota, Nové Hrady und Polanka im Nordosten, Zderaz und Obícka im Osten, Pasíčka, Podměstí, Proseč und Záboří im Südosten, Česká Rybná, Rovinka und Březiny im Süden, Miřetín und Kutřín im Südwesten, Dolívka und Předhradí im Westen sowie Hněvětice und Borek im Nordwesten.

## Geschichte
Die Dörfer Perálec, Kutřín und Zderaz wurden vermutlich in der Mitte des 12. Jahrhunderts durch das Benediktinerkloster Podlažice gegründet. Die in der ältesten Schicht des Podlažicer Nekrologs genannten und nach 1160 verstorbenen Ordensbrüder Perarc, Sderad und Cutra werden als Gründer der Orte angesehen.
Die erste urkundliche Erwähnung von Perálec erfolgte 1349. Im Jahr darauf wurde die 1321 geweihte Kirche zur Pfarrkirche erhoben. Nach der Zerstörung des Klosters durch die Hussiten im Jahre 1421 gehörte das Dorf zur Richenburg. Die Pfarrei Perálec erlosch 1620; bis 1737 war die Kirche Johannes des Täufers eine Filialkirche der Pfarrei Skutsch und danach der Pfarrei Richenburg. Vor 1799 wurde in Perálec eine Schule eröffnet.
Im Jahre 1835 bestand das im Chrudimer Kreis an der Grenze mit der Herrschaft Neuschloß gelegene Dorf Peraletz aus 61 Häusern, in denen 352 Personen lebten. Drei der Häuser lagen abseits des Dorfes. Unter herrschaftlichem Patronat standen die Filialkirche Johannes des Täufers und die Filialschule. Die Akatholiken gehörten zum Pastorat Prosetsch. Bis zur Mitte des 19. Jahrhunderts blieb Peraletz immer der Allodialherrschaft Richenburg untertänig.
Nach der Aufhebung der Patrimonialherrschaften bildete Perálec/Peraletz mit den Ortsteil Kutřín eine Gemeinde im Gerichtsbezirk Skutsch. Ab 1868 gehörte die Gemeinde zum politischen Bezirk Hohenmauth. 1869 hatte das Dorf Perálec 384 Einwohner, 1880 waren es 406 und im Jahre 1900 385. 1949 wurde die Gemeinde dem Okres Polička zugeordnet, seit 1961 gehört sie zum Okres Chrudim. 1970 lebten in Perálec 252 Menschen. Von 1961 bis 1991 war Zderaz eingemeindet.

## Gemeindegliederung
Die Gemeinde Perálec besteht aus den Ortsteilen Kutřín (Kutrein) und Perálec (Peraletz).

## Sehenswürdigkeiten
- Kirche Johannes des Täufers mit Friedhof im Ortszentrum von Perálec, sie wurde 1321 geweiht und ist eine der ältesten Kirchen der Region
- Erholungsgebiet Maštale mit Sandsteinfelsen, nordöstlich des Dorfes
- Šilingův důl der Krounka, westlich von Perálec